# Benjamin Kedar-Kopfstein
Benjamin Kedar-Kopfstein (1er août 1923 - 2013) est un professeur israélien émérite et spécialiste de l'hébreu biblique à l'université de Haïfa,.

## Biographie
Kedar-Kopfstein est le plus jeune fils de Felix Kopfstein, un avocat de Seesen, en Allemagne, qui est mort alors qu'il fuyait les persécutions nazies. Kedar-Kopfstein fréquente un lycée juif à Berlin. En 1939, il s'installe en Palestine avec l'Aliyah des jeunes, et vit d'abord dans le kibboutz. Il devient ensuite membre de la police des colonies juives, une force d'élite recrutée par la Haganah,,.
La ville de Brunswick en Allemagne honore le docteur Kedar dans le cadre de son projet de pierre commémorative pour les victimes du national-socialisme.

### Éducation
Il a obtenu son doctorat à l'université hébraïque de Jérusalem en 1968,.

### Travaux scolaires
Il a été directeur du Séminaire sur l'Ancien Testament de l'université de Haïfa et président de son département d'études bibliques. Il a également été associé de recherche pour le Projet biblique de l'université hébraïque de Jérusalem chargé des versions latines,. Il est connu pour ses contributions à la compréhension de la sémantique des langues de l'Ancien Testament,. Ses articles sur la philologie biblique ont été publiés dans des encyclopédies bibliques, la Jewish Quarterly Review, le Hebrew University Bible Project, le Zeitschrift für die Alttestamentliche Wissenschaft (Journal d'études de l'Ancien Testament en allemand) et d'autres revues d'études hébraïques. En 1984, il a été recteur par intérim du Centre d'études juives de Heidelberg.